# Peter Fischer-Møller

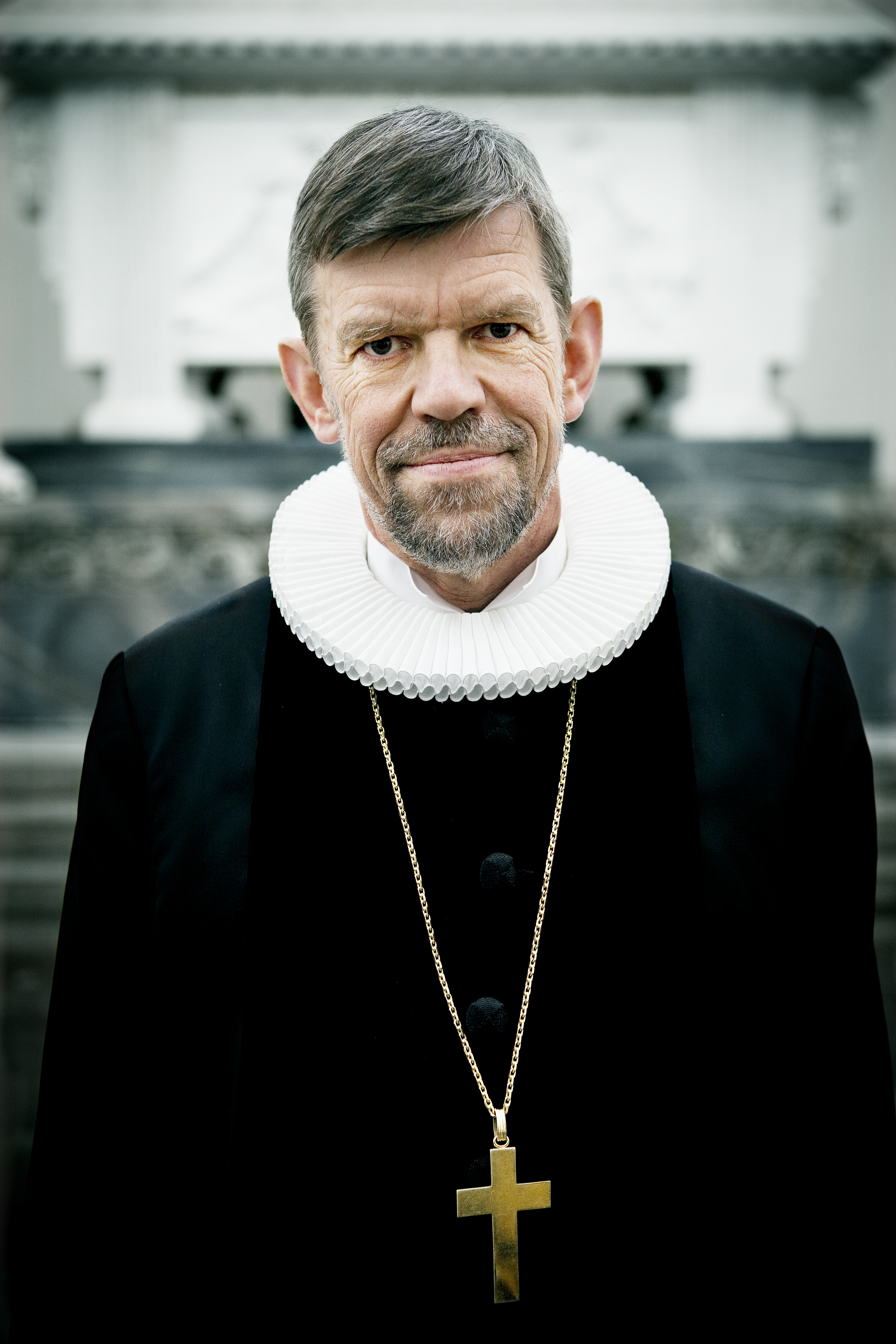
Peter Fischer-Møller.
Foto: Martin Munch/Roskilde Stift

Peter Fischer-Møller (* 29. Juni 1955 in Charlottenlund, Gentofte Kommune) ist ein dänischer lutherischer Geistlicher. Von 2008 bis 2022 amtierte er als Bischof im Bistum Roskilde der Dänischen Volkskirche.

## Leben
Nach seiner Schulzeit studierte Fischer-Møller von 1974 bis 1983 Theologie an der Universität Kopenhagen. Danach war er als Pfarrer in Terslev Sogn und Ørslev Sogn tätig. Von 1999 bis 2008 war er Propst in Ringsted-Sorø. Im Mai 2008 wurde er als Bischof des Bistums Roskilde eingeführt. Zum 31. August 2022 trat er in den Ruhestand.
Neben seinem Bischofsamt hatte Fischer-Møller eine Reihe weiterer Ämter inne. So war er von 2010 bis 2019 Vorsitzender der Missionsgesellschaft Danmission. Seit 2019 amtiert er als Vorsitzender des Danske Kirkers Råd.
Fischer-Møller ist seit dem 5. Juni 1982 mit der Biologin Bente Munk verheiratet.
2020 erhielt er das Kommandeurskreuz des Dannebrogordens.